# Пурич, Наташа
Наташа Пурич (англ. Natasha Purich; род. 5 июня 1995, Эдмонтон) — канадская фигуристка, выступающая в парном катании. Чемпионка Канады среди юниоров (2011) и участница чемпионата четырёх континентов (2014).

## Карьера
Начала заниматься фигурным катанием в 2002 году.
Совмещала выступления в одиночном и парном катании. В качестве одиночницы дважды финишировала четвёртой на чемпионате Канады среди юниоров. В 2011 году в паре с Реймондом Шульцем выиграла юниорский чемпионат Канады и была участницей взрослого Гран-при Японии.
В следующем году встала в пару с Себастьен Арсьери, с которым каталась на протяжении одного сезона. Затем образовала дуэт с бронзовым призёром чемпионата мира Мервином Траном. После одного совместного года, когда они стали участниками турнира Четырёх континентов, пара распалась.
Её новым партнёром стал Эндрю Вулф. Дебют пары состоялся на турнире Autumn Classic, где фигуристы финишировали рядом с пьедесталом. На чемпионате Канады 2015 они заняли шестое место. Партнёрство Пурич и Вулфа продлилось один соревновательный сезон.
В 2017 году выступала с Дэвином Порцем. Первым и последним международным турниром пары стал Мемориал Ондрея Непелы, проходивший в Братиславе, где дуэт занял пятое место среди шести спортивных пар.
С 2017 года её партнером на льду стал Брайс Чудак.

## Программы
(В паре с Брайсом Чудаком)
| Сезон     | Короткая программа       | Произвольная программа              |
| --------- | ------------------------ | ----------------------------------- |
| 2017/2018 | - «Angel» Сара Маклахлан | - «Who Wants to Live Forever» Queen |

(В паре с Эндрю Вулфом)
| Сезон     | Короткая программа                         | Произвольная программа  |
| --------- | ------------------------------------------ | ----------------------- |
| 2014/2015 | - «Three Hours Past Midnight» Колин Джеймс | - «Артист» Людовик Бурс |

(В паре с Мервином Траном)
| Сезон     | Короткая программа         | Произвольная программа             |
| --------- | -------------------------- | ---------------------------------- |
| 2013/2014 | - «Tiny Dancer» Элтон Джон | - «Жизнь прекрасна» Никола Пьовани |

(В паре с Себастьеном Арсьери)
| Сезон     | Короткая программа                               | Произвольная программа      |
| --------- | ------------------------------------------------ | --------------------------- |
| 2012/2013 | - «They Can’t Take That Away From Me» Перси Фейт | - «Mack and Mable Overture» |

(В паре с Реймондом Шульцем)
| Сезон     | Короткая программа             | Произвольная программа              |
| --------- | ------------------------------ | ----------------------------------- |
| 2011/2012 | - «Night Train» Джимми Форрест | - «Spellbound Concerto» Миклош Рожа |
| 2010/2011 | - «Грек Зорба» Gipsy Kings     | - «St. Louis Blues» Док Северинсен  |

(В одиночном катании)
| Сезон     | Короткая программа             | Произвольная программа                                                    |
| --------- | ------------------------------ | ------------------------------------------------------------------------- |
| 2010/2011 | - «El Choclo» Анхель Вильольдо | - «Le Cocher de la Troika» - «Moldavian Suite» - «Green Grass» Поль Мориа |

## Результаты
| Результаты в одиночном катании |       |       |       |
| Соревнования                   | 10/11 | 11/12 | 12/13 |
| Юниорские                      |       |       |       |
| Гран-при Австрии               |       | 9     |       |
| Чемпионат Канады               | 4     | 8     | 4     |

| Результаты в паре с Реймондом Шульцем |       |       |
| Соревнования                          | 10/11 | 11/12 |
| Гран-при Японии                       |       | 8     |
| Чемпионат Канады                      |       | 8     |
| Юниорские                             |       |       |
| Чемпионат мира                        | 5     |       |
| Финал Гран-при                        | 7     |       |
| Гран-при Чехии                        | 3     |       |
| Гран-при Британии                     | 3     |       |
| Чемпионат Канады                      | 1     |       |

| В паре с Себастьеном Арсьери |       |
| Соревнования                 | 12/13 |
| Юниорские                    |       |
| Гран-при Австрии             | 10    |
| Гран-при Германии            | 6     |
| Чемпионат Канады             | 2     |

| В паре с Мервином Траном |       |
| Соревнования             | 13/14 |
| Четыре континента        | 5     |
| Гран-при Франции         | 6     |
| Nebelhorn Trophy         | 6     |
| Чемпионат Канады         | 4     |

| В паре с Эндрю Вулфом |       |
| Соревнования          | 14/15 |
| Гран-при Китая        | 6     |
| Autumn Classic        | 4     |
| Чемпионат Канады      | 6     |

| В паре с Дэвином Порцем |       |
| Соревнования            | 17/18 |
| Мемориал Непелы         | 5     |

| В паре с Брайсом Чудаком |       |
| Соревнования             | 19/20 |
| Чемпионат Канады         | 7     |